# Chaetosphaeriaceae
Chaetosphaeriaceae is een familie van schimmels behorend tot de orde Cephalothecales. Het typegeslacht is Cephalotheca. De familie werd in 1999 beschreven door Martina Réblová, Margaret Elizabeth Barr Bigelow en Gary Samuels. Soorten in de familie hebben een kosmopolitische verspreiding en zijn te vinden in zowel gematigde als tropische klimaten. Fossielen van de Chaetosphaeriaceae zijn bekend uit het Carboon, Eoceen, Oligoceen, Mioceen en recentere sedimenten.

## Kenmerken
Kleine, donkere perithecia worden vaak gevormd als vruchtlichamen. De vruchtlichamen worden aan de oppervlakte of in het substraat gevormd. Ze zijn bolvormig tot omgekeerd peervormig. Parafysen zijn weinig of afwezig. De asci zijn cilindrisch tot knotsvormig. Een apicale ring is aanwezig of afwezig. De ascosporen zijn ellipsvormig, gesepteerd, vaak doorschijnend (hyaliene) en hebben een kiemspleet. De vruchtlichamen worden vaak geassocieerd met hypomycetische anamorfen.

## Genera
De familie bestaat uit de volgende genera:
- Adautomilanezia Gusmão, S.S.Silva, Fiuza, L.A.Costa & T.A.B.Santos
- Anaexserticlava T.S.Santa Izabel, R.F.Castañeda & Gusmão
- Aposphaeriella
- Ascochalara Réblová
- Calvolachnella Marinc., T.A.Duong & M.J.Wingf., 2016
- Catenularia Grove, 1886
- Chaetolentomita
- Chaetosphaeria Tul. & C.Tul., 1863
- Chloridium Link
- Cirrhomyces
- Codinaea Maire
- Conicomyces R.C.Sinclair, Eicker & Morgan-Jones, 1983
- Craspedodidymum Holubová-Jechová, 1972
- Cylindrotrichum Bonord.
- Dendrophoma Sacc.
- Dictyochaeta Speg., 1923
- Dictyochaetopsis Aramb. & Cabello
- Didymopsamma
- Ejnerjensenia
- Eucalyptostroma Crous & M.J.Wingf., 2016
- Fuscocatenula Réblová & A.N.Mill., 2021
- Gonytrichum Nees & T.Nees
- Hemicorynespora M.B.Ellis, 1972
- Infundibulomyces N.Plaingam, S.Somrithipol & E.B.G.Jones, 2003
- Kylindria DiCosmo et al.
- Lecythothecium Réblová & Winka
- Lentomita Niessl
- Melanochaeta E.Müll., Harr & Sulmont, 1969
- Melanopsammina
- Menispora Pers.
- Menisporopascus Matsushima, 2003
- Menisporopsis S.Hughes
- Mesobotrys
- Miyoshiella Kawam.
- Montemartinia
- Morrisiella
- Nawawia L.Marvanová, 1980
- Neopseudolachnella A.Hashim. & Kaz.Tanaka, 2015
- Paliphora Sivan. & B.Sutton
- Paragaeumannomyces Matsushima, 2003
- Phaeostalagmus W.Gams
- Phialogeniculata Matsushima, 1971
- Phialolunulospora Z.F.Yu & R.F.Castaneda, 2020
- Pseudodinemasporium A.Hashim. & Kaz.Tanaka, 2015
- Pseudolachnea Ranoj.
- Pseudolachnella Teng, 1936
- Pyrigemmula D.Magyar & R.Shoemaker, 2010
- Sporoschisma Berk. & Broome
- Stanjehughesia Subram.
- Striatosphaeria
- Tainosphaeria F.A.Fernández & Huhndorf, 2005
- Thozetella Kuntze
- Thozetellopsis Agnihothr. 1958
- Trichocollonema
- Uncigera P.A.Saccardo, 1885
- Verhulstia
- Zanclospora S.Hughes & W.B.Kendr.
- Zignoella Saccardo, 1878